# 켈트 복고주의

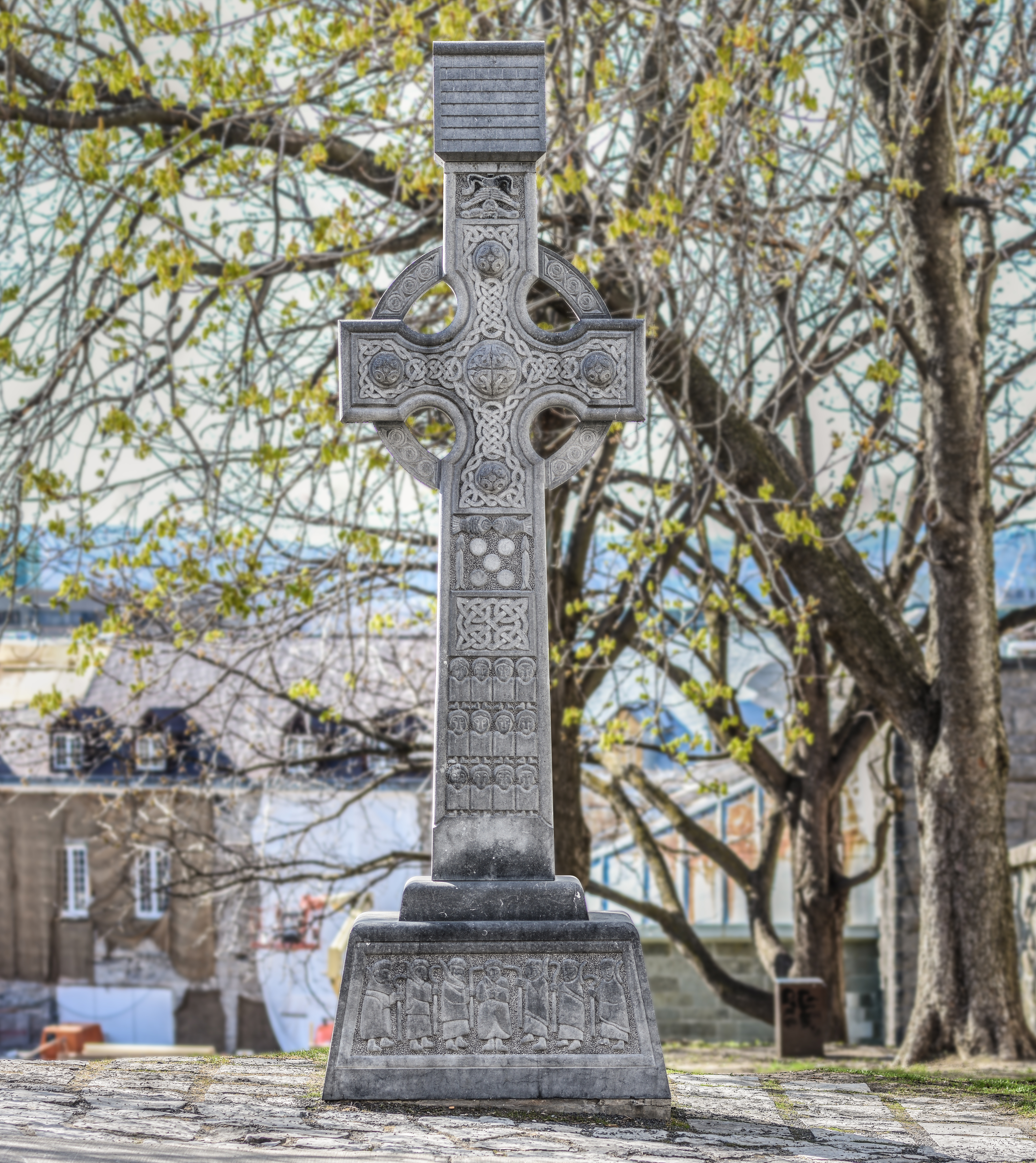
오늘날 서양 공동묘지에 널려 있는 켈트 십자가는 켈트 복고주의가 남긴 대표적 유산이다.

켈트 복고주의(Celtic Revival) 또는 켈트의 여명(Celtic Twilight)은 19세기-20세기에 발생한 켈트족 문화에 대한 관심과 운동이다. 게일어 및 웨일스어 문학 전통이 발굴되었다. 대표적인 켈트 복고주의 문인으로는 윌리엄 버틀러 예이츠, 이사벨 아우구스타 그레고리, 조지 윌리엄 러셀, 에드워드 마틴, 에드워드 플렁킷 등이 있다.
많은 경우(전부는 아니지만) 켈트 복고주의는 근대화에 대한 반동이기도 했다. 이것은 아일랜드에서는 특히 사실이었다. 역사를 실증적이기보다는 낭만적으로 바라본 결과 아일랜드인이나 스코틀랜드 고지대인에 대한 '고귀한 야만인" 고정관념이 생기기도 했고, 아일랜드인을 우월인종 또는 열등인종으로 구분하려는 극단적 시각도 있었다.